# Escut (moneda)
Escut és el nom de diverses monedes històriques d'or i argent i d'una d'utilitzada actualment, la unitat monetària de Cap Verd. Originàriament s'anomenaren escuts perquè duien un escut heràldic a l'anvers.
La majoria d'aquestes monedes foren utilitzades a Portugal i a les seves colònies i, posteriorment, en alguns estats independents que n'havien estat colònies; el mot deriva del portuguès escudo.
Altres escuts coneguts foren els utilitzats a Espanya i les seves colònies (escudo), a França (écu) o a Itàlia i Malta (scudo).

## Escuts actuals
- Escut de Cap Verd, en vigor des del 1914 (en portuguès escudo caboverdiano o, simplement, escudo) és la unitat monetària de l'arxipèlag de Cap Verd. El codi ISO 4217 és CVE i s'abreuja Esc, o també amb el símbol de l'escut $. Tradicionalment s'ha subdividit en 100 centaus (centavos), però ara la moneda fraccionària ja no s'utilitza.

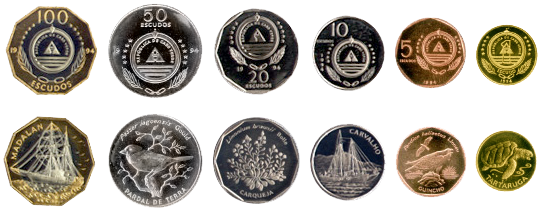
Escuts de Cap Verd

## Escuts històrics

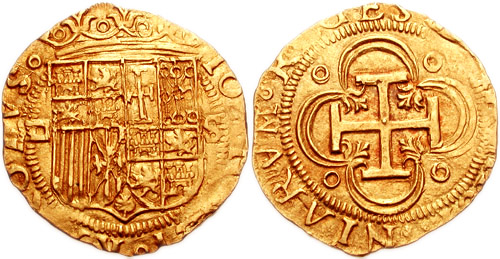
Escut d'or de Joana I i Carles I, 1504-1555.

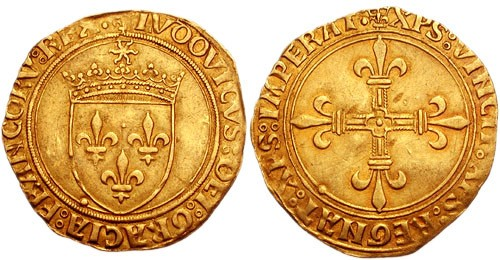
Escut francès d'or del 1498

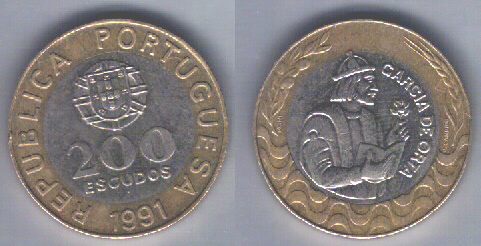
200 escuts portuguesos del 1991

- Escut angolès, usat del 1914 al 1928 i del 1958 al 1977 (entremig s'havia fet servir l'angolar) i substituït pel kwanza.
- Escut bolivià, usat del 1827 al 1864 i substituït pel boliviano.
- Escut espanyol,[1] nom de dues monedes espanyoles, una d'or (1566-1833) i una altra d'argent (1864-1869); aquesta darrera fou substituïda per la pesseta, posteriorment reemplaçada per l'euro.
- Escut francès, nom de diverses monedes franceses d'or i argent, una de les quals del segle xiii i una altra dels segles xvii i xviii; aquesta darrera fou substituïda pel franc francès, posteriorment reemplaçat per l'euro.
- Escut de la Guinea Portuguesa, usat del 1914 al 1975 i substituït pel peso de Guinea Bissau, posteriorment reemplaçat pel franc CFA.
- Escut de l'Índia Portuguesa, usat del 1958 al 1961 a Goa, Daman i Diu i Dadra i Nagar Haveli i substituït per la rupia índia.
- Escut italià, nom de diverses monedes d'argent usades als diversos estats i ciutats de la península Itàlica fins al segle xix, en què foren substituïdes per la lira italiana, posteriorment reemplaçada per l'euro.
- Escut maltès, usat del 1530 al 1800 i substituït per la lliura maltesa.
- Escut moçambiquès, usat del 1914 al 1980 i substituït pel metical.
- Escut pontifici, usat del 1588 al 1866 i substituït per la Lira pontifícia
- Escut portuguès, usat del 1911 al 2002 i substituït per l'euro.
- Escut de São Tomé i Príncipe, usat del 1914 al 1977 i substituït per la dobra.
- Escut del Timor Portuguès, usat del 1958 al 1976 i substituït per la rupia indonèsia, posteriorment reemplaçada pel dòlar dels Estats Units.
- Escut xilè, usat del 1960 al 1975 i substituït pel peso xilè.